# Église Saint-Siméon du monastère de Zverine
L'église Saint-Siméon du monastère de Zverine ou église de Syméon messager de Dieu (en russe : Церковь Симео́на Богоприи́мца) est un édifice religieux de Veliki Novgorod situé sur le territoire du monastère de Zverine de l'Intercession.

## Histoire
L'église en pierre a été édifiée en 1467 (suivant les chroniques, l'année 6975) à la place d'une ancienne en bois qui a été détruite un an plus tôt. Il s'agissait de conjurer une terrible épidémie de peste qui sévissait à l'époque à Novgorod et à Pskov. Les victimes étaient appelées les « Siméonovski ». En l'espace de deux ans selon les graffiti trouvés sur le mur du diakonik, l'épidémie fit 48 842 victimes à Novgorod  En tout, dans les oblast de Pskov et Novgorod l'épidémie fit 250 652 victimes de 1465 à juin 1467.
Cette église appartient au type d'édifice construit par les habitants de la ville eux-mêmes, en un seul jour. Elle est édifiée sur un champ où avaient été enterrées les victimes de la peste de Novgorod, dans une fosse commune.

## Descriptions
L'église est de formes et de proportions simples. Les nombreuses fenêtres de l'exonarthex lui donnent l'apparence de maisons d'habitations.
Elle est construite sur un sous-sol qui sert de cave. Les séparations entre les étages à l'intérieur de l'église ne correspondent pas à celles figurant sur les façades.
Les façades sont trilobées et ornées de frises en dentelures. L'appareil est en pierre sauf pour la décoration dans la partie supérieure des façades. Le bâtiment est couvert de chaux mais à l'origine il était nu ce qui lui donnait un cachet particulier.
Durant la restauration, qui a eu lieu en 1960, sous la direction de G. M. Chtender, sont découverts les décors et les formes originelles des fenêtres et du portail.
L'église Saint-Siméon est similaire à celle construite 13 ans plus tôt à Novgorod et dénommée l'église des Douze-Apôtres-sur-les-Abîmes. Les deux constructions sont des exemples typiques de l'architecture de Novgorod du XVe siècle.

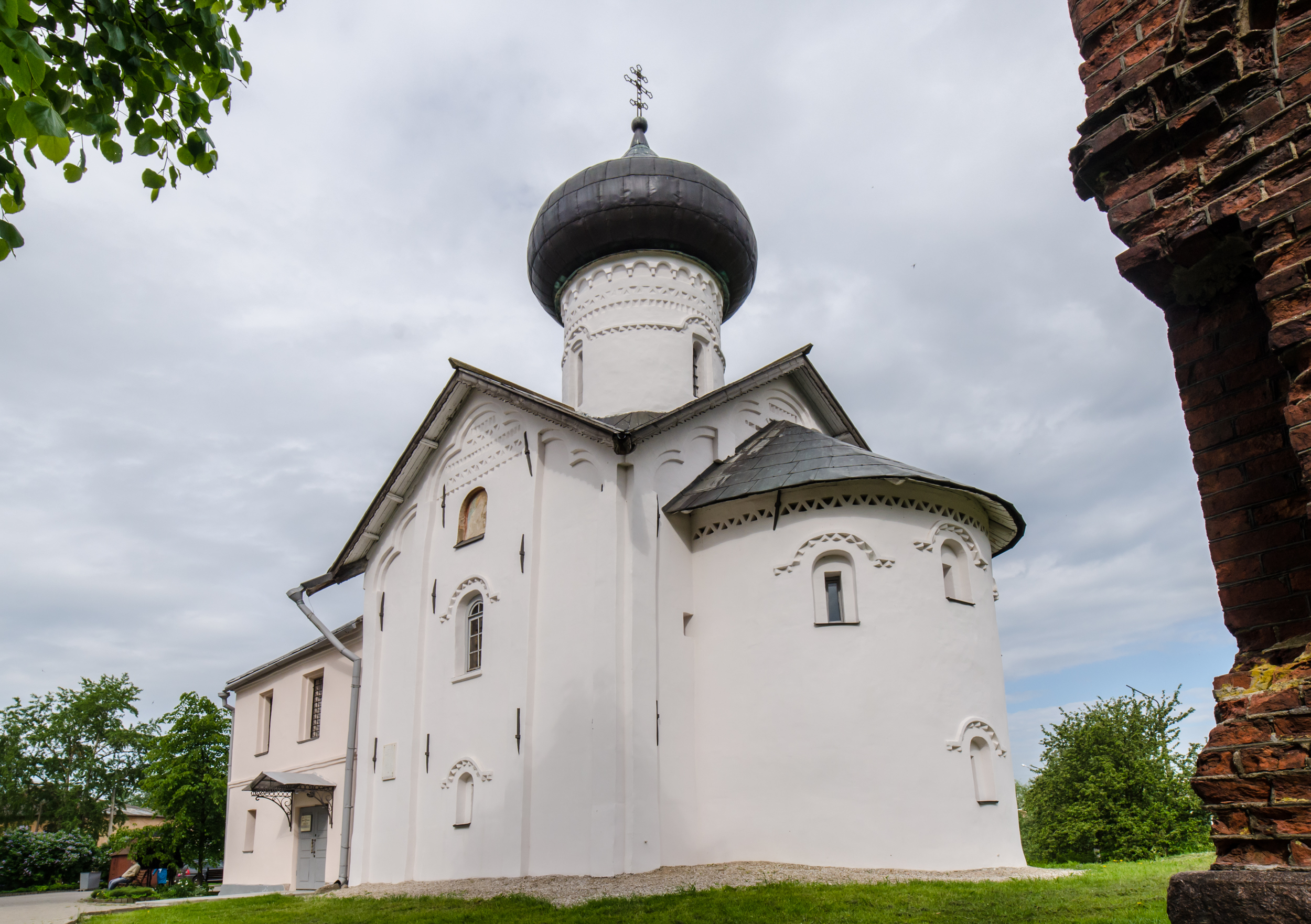
absides de St Siméon

Actuellement l'église est un musée et reste ouverte aux visites. Du côté ouest se trouve le musée « Souvenirs de l'architecture du quartier de Novgorod Nerevski konets ».

## Fresques
Les murs intérieurs, les colonnes et les voûtes sont entièrement recouverts de fresques réalisées au XVe siècle et dégagées de leur badigeon lors des restaurations ultérieures. Ce sont, pour la plupart, des représentations de saints en buste. Ensemble ils représentent un calendrier complet dont c'est le seul exemplaire connu de cette époque en Russie. Le calendrier commence par la figure de Syméon.
Les restaurations ont eu lieu à plusieurs reprises au XVe siècle, XVIIe siècle, XIXe siècle. De nombreux ajouts des restaurateurs sont observés par Victor Lazarev. Mais les images dominantes sont celles du XVe siècle. Comme on en trouve en Grèce et dans les Balkans : il s'agit d'une répétition de figures identiques aux mêmes gestes, aux mêmes visages et presque aux mêmes couleurs de vêtements. Deux maîtres d'origine locale travaillèrent dans cette église sur ces fresques. Elles marquent par ailleurs le début du déclin de la fresque dans les territoires de Novgorod.

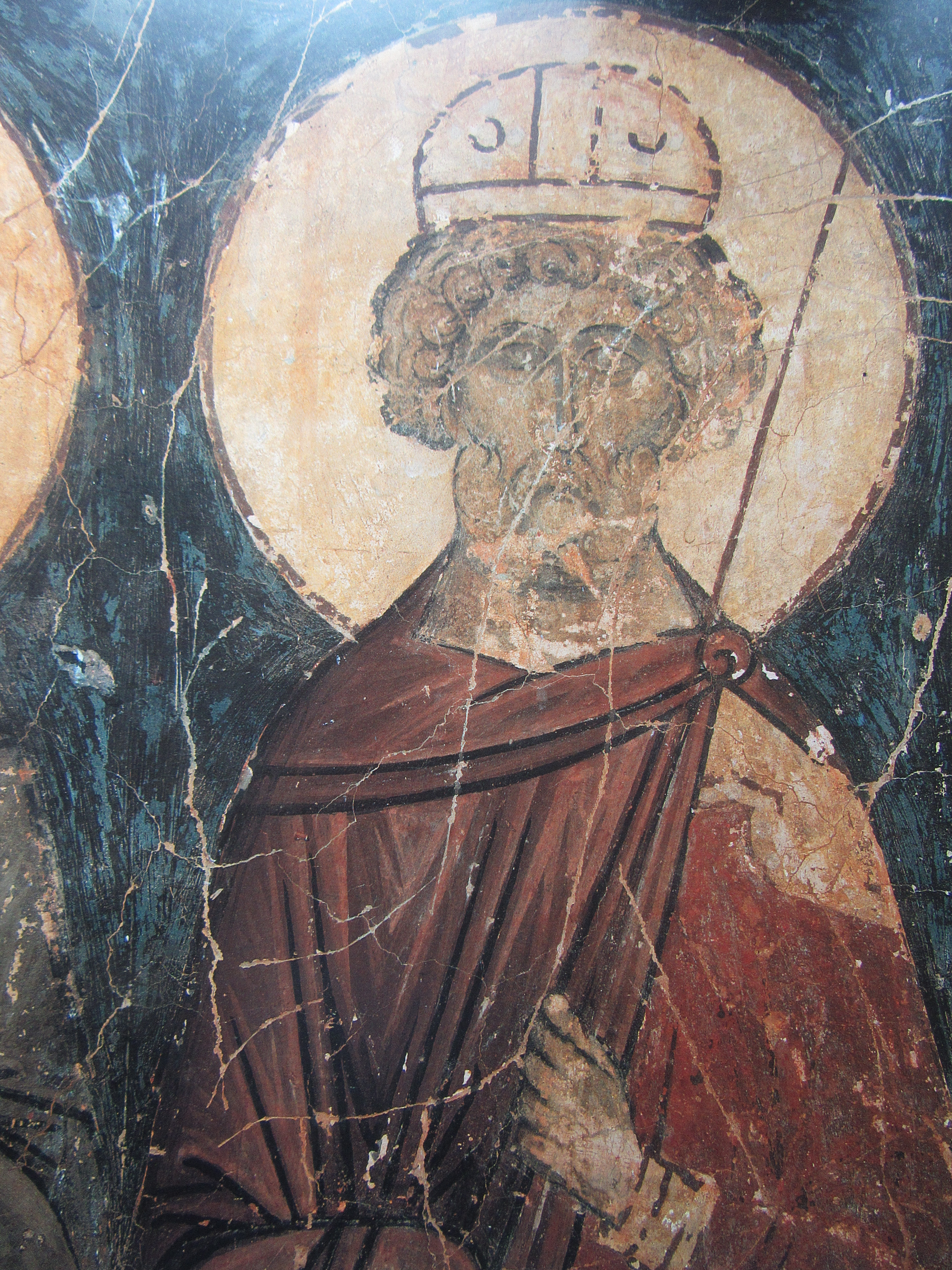
Les souffrances de Job 1468 église Saint Siméon à Zverine
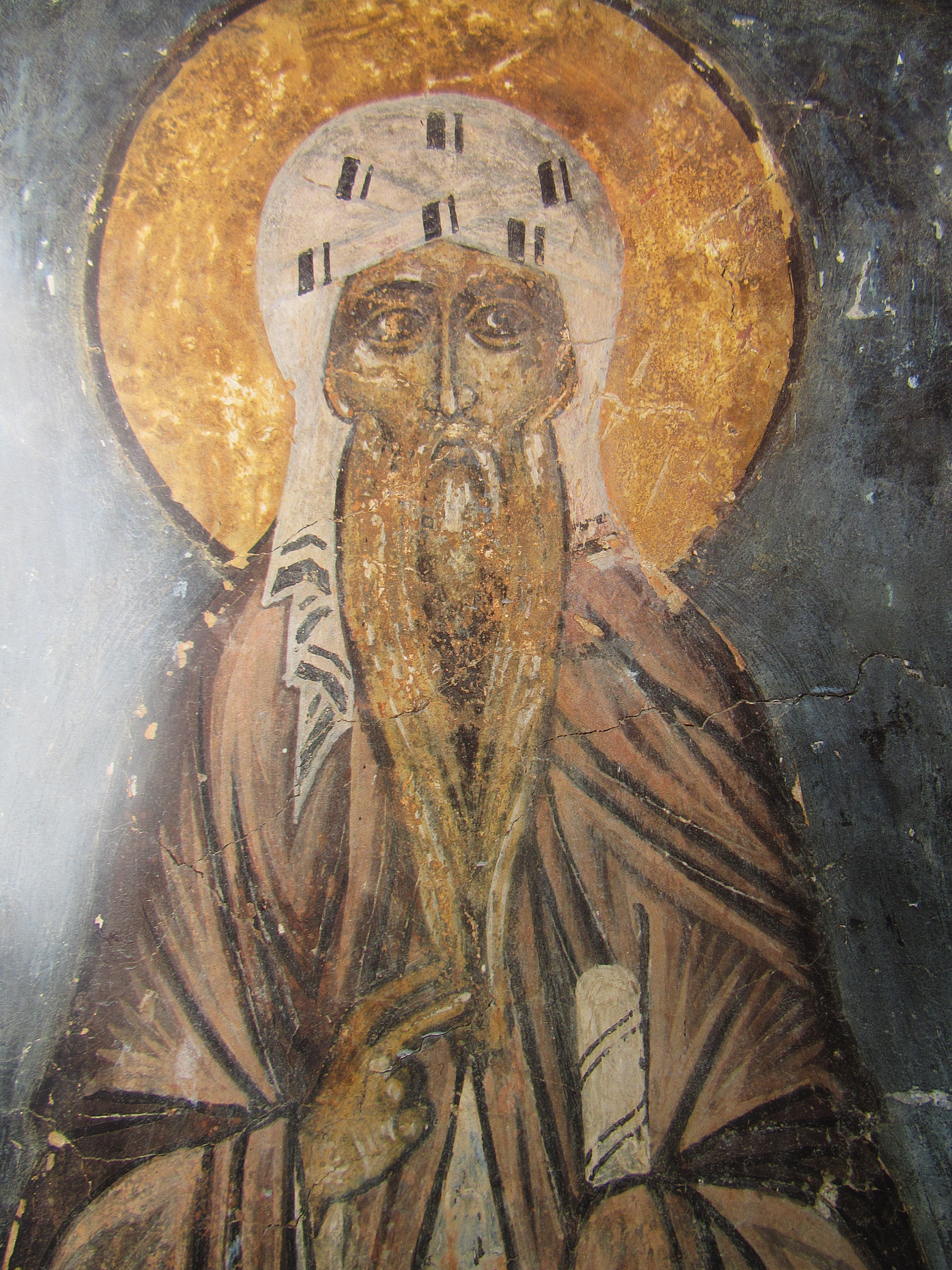
Fresque de l'église Saint Siméon de Zverine 1468